# Amata caspia
Amata caspia là một loài bướm đêm thuộc phân họ Arctiinae, họ Erebidae.